# Bahnhof Hartberg

Der Bahnhof Hartberg ist ein Haltepunkt der Thermenbahn in der Bezirkshauptstadt Hartberg in der Oststeiermark. Er liegt östlich des Hartberger Stadtzentrums.

## Geschichte
Der Bahnhof wurde 1891 erbaut, als die Lokalbahn Fehring–Fürstenfeld bis Hartberg verlängert wurde. Von 1891 bis 1905 war dieser Bahnhof Endbahnhof der Strecke. Bis 1905 erfolgte die Verlängerung der Bahn nach Friedberg.
In den 1950er- und 1960er-Jahren verkehrte hier ein Triebwagenschnellzugpaar Wien–Graz, mit Halten in Friedberg, Hartberg, Fürstenfeld, Fehring, Feldbach und Gleisdorf. 1941 verkehrte hier ein Eilzugpaar. Diese Zugpaare führten Kurswagen Wien–Bad Gleichenberg für die Kurgäste mit. Nach dem Zweiten Weltkrieg gab es zudem eine montägige Fernverbindung von Mogersdorf mit Stürzen in Fehring und Halt in Hartberg und Friedberg nach Wien, die Retour fuhr freitags.
Der Bahnhof Hartberg war bis in die 1970er Jahre Sitz einer Streckenleitung. Bis in die späten 1990er Jahre war hier der Sitz einer Bahnmeisterei. Zudem war Hartberg, weil dort Züge endeten und ausgingen, Sitz einer Zugförderungsstelle.
2013 wurde der Bahnhof für 3,5 Mio. Euro modernisiert. Die Bahnsteiganzahl wurde auf die Hälfte reduziert (2 statt 4) und statt den beiden sehr schmalen Mittelbahnsteigen wurde ein neuer, 160 m langer barrierefreier Mittelbahnsteig erbaut. Der Park+Ride-Parkplatz am Bahnhof wurde 2014 für 300.000 Euro ausgebaut und bietet 53 Parkplätze. Die Finanzierung erfolgte von Land und der ÖBB zu je zur Hälfte.

## Beschreibung

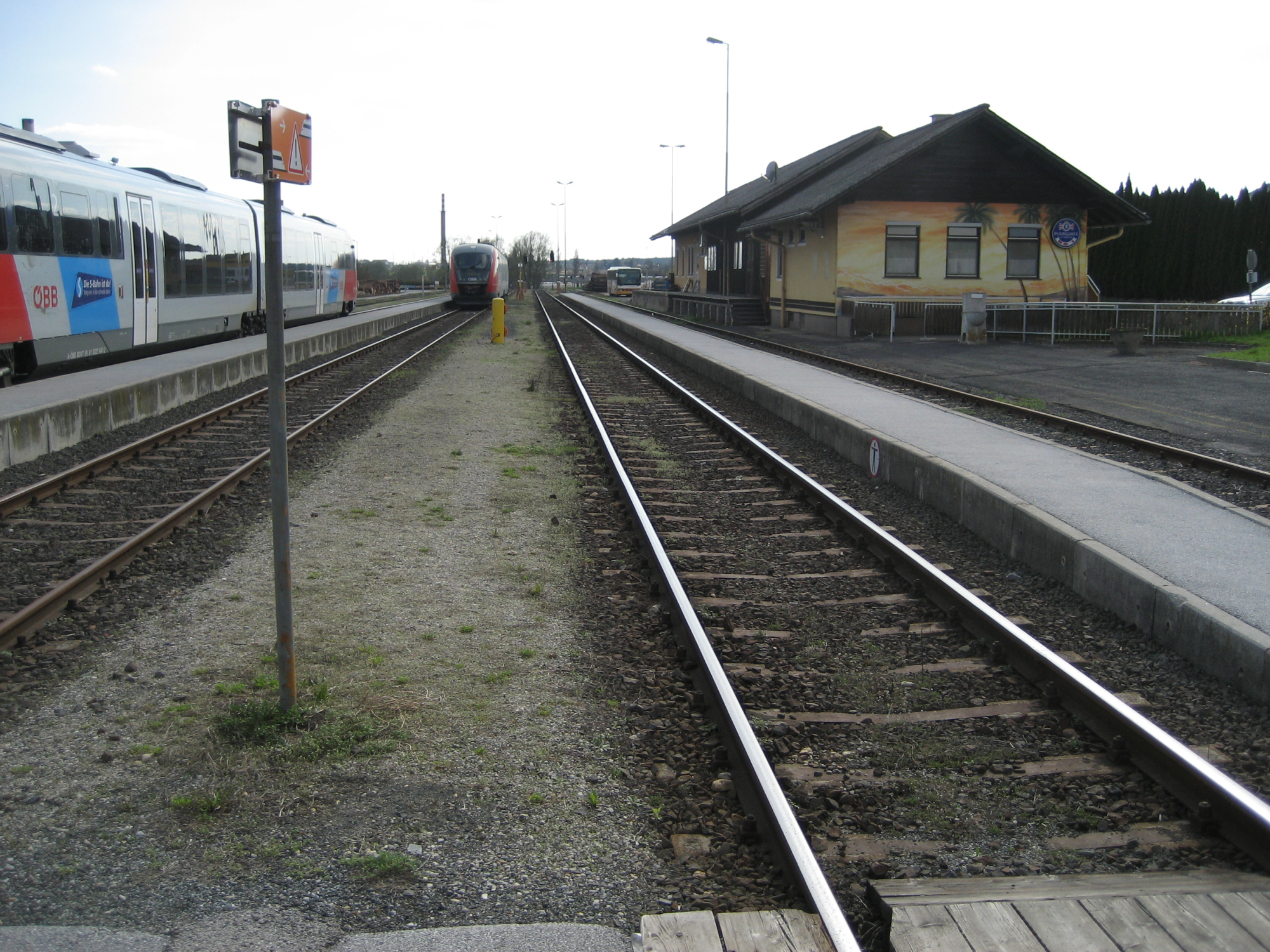
Mittelbahnsteig

Der Bahnhof hat ein Empfangsgebäude und einen Güterschuppen, in dem sich eine Betriebsstelle der ÖBB befindet. Er besteht aus einem Mittelbahnsteig mit zwei Bahnsteigen und zwei Gütergleisen. Von hier aus kann man mit Regionalzügen direkt zum Hauptbahnhof Graz, Hauptbahnhof Wiener Neustadt sowie zur größten Stadt des Bezirkes, Fürstenfeld, reisen.
Mehrmals täglich gehen von hier Regionalexpress-Züge nach Wien Meidling und Wiener Neustadt Hauptbahnhof aus.